# Kaltwasser
Kaltwasser (w 1939 Wola Konopnicka; ukr. Кальтвассер, Воля Конопницька) – dawna kolonia niemiecka na Ukrainie, w obwodzie lwowskim, w rejonie jaworowskim. Obecnie część wsi Zimna Woda.
Założony w 1781. W II Rzeczypospolitej do 1934 samodzielna gmina jednostkowa. Następnie miejscowość należała do zbiorowej wiejskiej gminy Zimna Woda w powiecie lwowskim w woj. lwowskim. Kaltwasser utworzył wtedy gromadę, składającą się z miejscowości Kaltwasser i Konopnica. 11 marca 1939 Kaltwasser przemianowano na Wola Konopnicka
Podczas II wojny światowej włączony do Lwowa (w dystrykcie Galicja (Generalne Gubernatorstwo). Po wojnie w Związku Radzieckim, gdzie odzyskał samodzielność. Ostatecznie włączony do wsi Zimna Woda.